# Kabaret
| Оценки критиков | Оценки критиков |
| Источник        | Оценка          |
| --------------- | --------------- |
| AllMusic        | без оценки      |

Kabaret — восьмой студийный альбом французской певицы Патрисии Каас, выпущенный в 2008 году на лейбле Sony Music.

## Об альбоме
Альбом - дань уважения культуре кабаре 1930-х годов. Написание французского слова Cabaret через «K» - это отсылка к популярным заведениям, похожим на французское кабаре в Германии, где они назывались «Kabarett».
Выпуск альбома состоялся в несколько этапов: в ноябре-декабре 2008 года альбом при определённых условиях можно было получить в российских парфюмерных магазинах сети «Л’Этуаль», рекламным лицом которой певица являлась в то время, 15 декабря альбом стал доступен по всему миру для цифровой загрузки, 6 февраля 2009 года альбом был выпущен на CD в Европе, а 30 марта того же года во Франции было выпущено двухдисковое издание альбома, включающее концертные выступления. Помимо прочего, в России также вышло специальное издание альбома, которое включало в себя песни «Hard Work», «September Song», «Still in Love», а также DVD с видеоклипами, фотогалерей, эксклюзивными материалами о записи альбома, турне по России и участии в Евровидении. Стоить отметить, что для разных стран была своя версия альбома с определённым трек-листом, например, в российское издание была добавлена песня «Mne Nravitsya», исполненная певицей на русском языке, а в немецкое издание попали версии на немецком языке «Das Glück kennt nur Minuten» и «Wo sind die Clowns».
Альбом вошёл в первую десятку чартов в Швейцарии, Бельгии, Финляндии, а во Франции достиг 15 места.

## Список композиций
| №                   | Название                   | Автор(ы)                                          | Длительность |
| ------------------- | -------------------------- | ------------------------------------------------- | ------------ |
| 1.                  | «Addicte aux héroïnes»     | Брифо, Тани Дайрайни                              | 2:16         |
| 2.                  | «La chance jamais ne dure» | Германн Тьем, Хильдегард Кнеф, Стефани Лапорте    | 3:40         |
| 3.                  | «Le jour se lève»          | Франсуа Бернейм, Жаклин Неро                      | 4:39         |
| 4.                  | «Une dernière fois»        | Брифо, Патрисия Каас, Тани Дайрайни               | 4:34         |
| 5.                  | «Kabaret»                  | Арти Каплан, Артур Корнфель, Брифо, Тани Дайрайни | 4:01         |
| 6.                  | «Faites entrer les clowns» | Стивен Сондхайм, Стефани Лапорте                  | 3:30         |
| 7.                  | «Falling in Love Again»    | Фридрих Холлендер, Сэмми Лернер                   | 3:21         |
| 8.                  | «Pigalle» (Interlude)      | Орно де Босредон, Шарль Делапорте, Хью Пайен      | 3:00         |
| 9.                  | «Solo»                     | Блэр Макичан, Дайан Бирч, Стефани Лапорте         | 3:39         |
| 10.                 | «Je t’aime encore»         | Джимми Маккарти, Тани Дайрайни                    | 5:01         |
| 11.                 | «Et s’il fallait le faire» | Анзе Лацио, Фред Блондин                          | 3:47         |
| 12.                 | «Mon piano rouge»          | Брифо                                             | 4:33         |
| Общая длительность: | Общая длительность:        | Общая длительность:                               | 46:02        |

## Чарты
| Чарт (2009)                         | Пиковая позиция |
| ----------------------------------- | --------------- |
| Бельгия/Фландрия (Ultratop)         | 38              |
| Бельгия/Валлония (Ultratop)         | 4               |
| Финляндия (Suomen virallinen lista) | 7               |
| Франция (SNEP)                      | 15              |
| Германия (Offizielle Top 100)       | 32              |
| Греция (IFPI)                       | 7               |
| Польша (ZPAV)                       | 19              |
| Швейцария (Schweizer Hitparade)     | 3               |

| Чарт (2009)                 | Позиция |
| --------------------------- | ------- |
| Бельгия/Валлония (Ultratop) | 77      |
| Франция (SNEP)              | 178     |